# Тренировочный центр Кобхэма
Трениро́вочный центр Ко́бхэма (англ. Cobham Training Centre), более известный как Ко́бхэм (англ. Cobham) — тренировочная база английского футбольного клуба «Челси» и его Академии и его футбольной школы. Расположена в Сток-д'Аберноне вблизи Кобема, графство Суррей. Основная команда «Челси» проводит тренировки в Кобхэме с 2005 года, хотя официальное открытие базы произошло в 2007 году. Этот тренировочный центр заменил старую тренировочную базу клуба, которая называлась «Харлингтон» (англ. Harlington).

## История
Когда Роман Абрамович приобрел «Челси» в июле 2003 года, то подготовка клубных объектов были определены в качестве важных областей для новых инвестиций. До этого «Челси» использовал тренировочную базу в Харлингтоне с 1970 года, но она принадлежала Имперскому колледжу, и его инфраструктура считались устаревшей по сравнению с тренировочными базами «Манчестер Юнайтед» и «Арсенала». Жозе Моуринью на тот момент главный тренер «Челси» оценил переход на новую, современную тренировочную базу, как «значительный шаг вперед» в клубных амбициях. Участок для нового современного комплекса в Кобэме был предоставлен городским советом Элмбриджа в 2004 году. Основная команда «Челси» начала проводить тренировки в Кобхэме с 2005 года, хотя строительство все еще продолжалось вплоть до того, как объект был официально сдан в июле 2007 года. В 2008 году завершился заключительный этап постройки комплекса, были построены места для занятий клубной академии и резервной команды «Челси».

## Описание
В общей сложности на постройку центра было потрачено около 20 миллионов фунтов стерлингов, общая площадь базы измеряется 56 гектарами. Эту площадь ежедневно и круглосуточно обслуживают 14 человек. Раздевалки игроков и тренеров оснащены точно так же, как и раздевалки на «Стэмфорд Бридж». Основное здание занимает площадь 3 338 квадратных метров. Весь центр представляет собой следующее:
- Ресторан
- Зал для пресс-конференций и встреч
- Гимнастический зал
- 30 стандартных футбольных полей.
- 6 полей, полностью повторяющих поле «Стэмфорд Бридж».
- 3 поля с ультрасовременной системой подогрева.
- 11 полей с искусственным покрытием в манеже для зимних тренировок.
- 20 мини полей для тренировок футбольной школы.
- 10 специальных полей для тренировки вратарей.
- 1 стадион вместимостью 5 000 зрителей для игр молодёжной команды и резерва.
- 19 футзальных полей для тренировок в помещении.
- Бассейн с длиной дорожки в 17 метров, сменным покрытием дна и контролируемым течением.
- Блок гидротерапии, с возможностью видеозаписи процедур.
- Травяное покрытие крыши базы для поддержания природной атмосферы.
- Ров вокруг здания базы, чтобы обеспечить светом подвальные помещения.
- Биометрический сканер отпечатка пальца на входе для футболистов.
- 18 комнат отдыха на трёх человек каждая.
- Зона раздачи автографов
- Комната тактической подготовки
- 85 мест на основной автомобильной стоянке, 25 на вспомогательной.
- Комплекс резиденций для футболистов, тренеров и персонала

В качестве условия для получения разрешения на строительство, было то что ни одно из зданий в комплексе не должно быть выше, чем другие, в окрестностях. Таким образом, примерно треть объектов находится под землей, ров был установлен, чтобы отразить свет в подвальных помещениях и сократить потребление энергии. При постройке главного корпуса базы и планировке внутренней электросети, было принято решение свести потребление электричества до минимума, при максимально эффективной отдаче. Особенностью основного здания базы является изогнутая «живая» крыша. Система контроля растущих на крыше растений введена не только для эстетического восприятия, но и для того, чтобы снизить эффект выделения углекислого газа и сделать воздух вокруг базы максимально чистым. Также это сделано для того, чтобы нанести минимальный вред местной экосистеме.

## Другие области применения
В Кобхэме проводятся игры (англ. Surrey Positive Mental Awareness League), футбольной лиги для людей с проблемами психического здоровья. Также центр проводит Кубок Кобхэма (англ. Cobham Cup) — турнир для составов команд со всего мира до 16 лет, в том числе «Ривер Плейт» и «Баварии». В 2007 году олимпийская сборная Китая по футболу проводила обучение в Кобхэме в течение двух недель в рамках подготовки к Летним Олимпийским играм 2008 года. Любительский футбольный клуб «Олд Мэлвернианс» проводит свои домашние матчи в Кобхэме. Также в качестве тренировочного центра Кобхэм использует местный регбийный клуб «Кобэм» (англ. Cobham Rugby Football Club).

## Признание
11 марта 2011 года «Челси» был удостоен награды за «Устойчивое развитие в спорте» в рамках премии «Люди и окружающая среда: достижения». Награда в сфере экологии была вручена за то, что у клуба одна из самых экологически приемлемых тренировочных баз, в которой полностью исключены выбросы отходов и мусора в ненадлежащих местах и производится сниженное потребление электроэнергии.